# Mustafà Barzani
El mul·là Mustafà Barzani (kurd: Mistefa Barzanîen; àrab: مصطفى البارزاني, Muṣṭafà al-Bārzānī) (Barzan, 14 de març de 1903 - Washington DC, 1 de març de 1979) fou un líder nacionalista kurd, i la figura més prominent de la política kurda moderna. El 1946 se l'escollia com el líder del Partit Democràtic del Kurdistan (KDP) per portar la revolució kurda en contra del règim iraquià. Barzani fou el líder polític i militar primari de la revolució kurda fins a la seva mort el març de 1979. Va dirigir campanyes de lluita armada contra els governs iraquians i iranians.

## Joventut
Barzani naixia el 1903 a Barzan, un poble al nord del Kurdistan Iraquià (llavors part de l'Imperi Otomà; fou empresonat a Mosul, amb la seva mare, quan tenia només tres anys.

## Primera carrera
El 1931 i 1932, juntament amb el seu germà més gran, xeic Ahmed Barzani, iniciava la lluita kurda per la independència. El 1935, amb la supressió de la revolució kurda, el dos s'exiliaven a Sulaymaniyya. Barzani s'escapà de Sulaymaniyya el 1942, i començava una nova rebel·lió contra Bagdad, però una vegada més sense èxit, sempre a causa de la intervenció de l'aviació britànica. Barzani i un miler dels seus seguidors se n'anaven al Kurdistan Iranià per ajudar a Qazi Muhammed a defensar la república de Mahabad recent fundada.

## La república de Mahabad
El desembre de 1945 els kurds declaraven la república de Mahabad al Kurdistan oriental, a la zona entre les zones de control militar Soviètic i britànic. Mustafa Barzani fou nomenat com a Ministre de Defensa i comandant de l'exèrcit kurd de la república.
El maig de 1946 les tropes Soviètiques es retiraven de l'Iran, conforme amb el que s'estableix en l'Acord De Yalta, i el desembre el territori de Mahabad era envaït per tropes iranianes. El President de la república fou penjat en públic a la Plaça "Çar Çira" de Mahabad, i molts altres també foren massacrats.
Molla Mustafà es negava a rendir-se a l'exèrcit iranià i junt amb els seus homes s'enretirava a l'Iraq. Però una vegada més se'l forçava a fugir quan les forces iraquianes, turques i iranianes unien els seus esforços contra ell. Barzani amb 500 del seu peixmergues s'obria camí a través de Turquia i l'Iran fins a l'Azerbaidjan a la Unió Soviètica, on se'ls desarmava i se'ls empresonava en un camp, abans que els fos permès instal·lar-se en diverses parts de la Unió Soviètica. Quatre oficials kurds iraquians tots els quals havien lluitat amb Barzani a Mahabad foren executats el 19 de juny de 1947, després de retornat a l'Iraq acceptant una amnistia que se'ls havia ofert. Aquestos herois van escriure unes paraules que han passat a la història:
"He estat nodrit per la meva mare amb amor per la pàtria. Aquesta corda amb la que em penjareu, un anomenat símbol de càstig, que m'ha correspost com el preu de la meva fidelitat a la pàtria, és molt estimada per mi. És la corda que obrirà el meu nom als cors dels meus compatriotes i a la memòria de la meva nació, que em tindran com el seu pare i mare. La mort és un gran honor en aquestes circumstàncies. Pel que fa a vostès, executors, no es diverteixen massa, perquè demà seran aplanats per la vergonya i la ignomínia" (Muhammad Kudsi)
"La meva mare era de Mosul i el meu pare era un kurd. Em van deixar quan era molt jove. Vaig lluitar amb els meus oncles per a l'alliberament de la pàtria i per a la llibertat per al kurds. Fent això, seguia el meu cor, i espero haver estat digne de la memòria del meu pare i mereixedor de la meva pàtria. Mort als nostres enemics, i visca el Kurdistan!" (Khairullah Abdulkarim)
"Butxins diu als vostres amos que la meva sang es venjarà. No tinc por del seu poder; és aquest poder el que m'elevarà a Heroi i Màrtir del Kurdistan. Deixo enrere tres fills petits que sabran que he mort per la pàtria, i espero que una vegada crescuts estaran inspirats tota la seva vida pel meu exemple" (Mustafa Khoshnaw)
"L'arbre de llibertat serà regat per la meva sang i la dels meus camarades. Estic esperançat que florirà aviat i proporcionarà llibertat i felicitat a la pàtria. Mort als imperialistes i als seus ajudants menyspreables. (Izzat Abdulazi)
Mustafa Xoshnaw havia crescut a casa dels Barzani; era un fill no desitjat al que bàsicament els seus pares deixaren a la seva ciutat i la família el va recollir. Foren anys de pobresa, fins al punt que havia de compartir la bossa de col·legi amb un altre membre de la família, però era molt elegant i molt dedicat. Es convertia en un oficial abans que qualsevol la seva edat. Abans d'anar a lluitar a la república de Mahabad anava a les escoles de la ciutat i feia discursos, dient: "Tanha Xundin ba kalk tandei Mindarani Kurdistan" (És només educació la que serà d'utilitat, fills del Kurdistan); tenia tant de prestigi que algunes dones deien que eren la seva mare, però era mentida. Quan va parlar dels seus tres fills al moment de l'execució, ignorava que la seva esposa estava embarassada d'un quart fill, Azad (Llibertat).

## Exili a la Unió Soviètica
El 1951 els peixmergues 

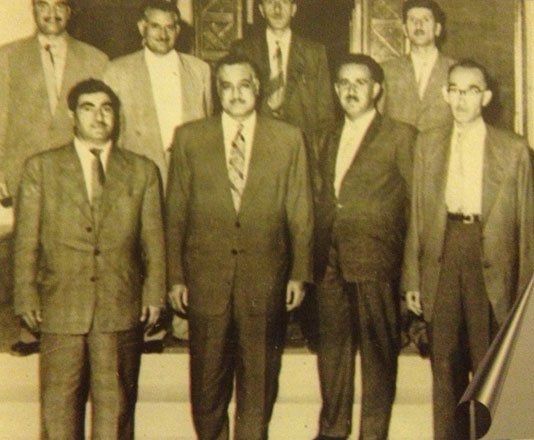
Mustafà Barzani amb el president d'Egipte Gamal Abdel Nasser

van poder instal·lar-se a Bakú. Molts es matriculaven en escoles i universitats. Barzani mateix se n'anà a Moscou, on va estudiar ciència política, i renovava els seus contactes amb la diàspora kurda i exiliats. Mentre en el seu temps a Moscou, va conèixer Ióssif Stalin, líder de la Unió Soviètica, i va rebre un petit càrrec militar rus en cas de guerra.

## Retorn a l'Iraq
El 1958, després del cop d'estat republicà a l'Iraq, era convidat a retornar a l'Iraq pel primer ministre Abd al-Karim Qasim. Barzani aviat es va distanciar de les pretensions de Qasim, i va suggerir plena autonomia per a les regions kurdes del nord. Això va produir topades entre els governants de Bagdad i el kurds, i el 1961 Qasim començava campanyes militars contra aquestos. Els peixmergues de Barzani eren altament eficaços lluitant contra l'exèrcit iraquià invasor i infligia un gran víctimes a aquest exèrcit.
El març de 1970 el govern de Bagdad i els líders kurds arribaven a un acord de pau, i l'alto el foc era declarat preparant el camí a les negociacions per trobar una solució a la qüestió kurda. En senyal de generositat el govern iraquià reconeixia al poble kurd i considerava la llengua kurda una segona llengua oficial de la república junt amb l'àrab. El vicepresident Saddam Hussein, del partit Baas, oferia autonomia als kurds a Iraq del nord excepte Kirkuk, Khanaqin i unes altres ciutats kurdes, però amb control complet de l'exèrcit iraquià sobre Kurdistan. Durant els primers anys 1970, el fill de Barzani, Ubaydallah creia que l'acord d'autonomia garantiria els drets kurds, i per això abandonava el moviment de Barzani i preferia cooperar amb el règim a Bagdad.
El març de 1974 després de negociacions fracassades per arribar a un acord just, Mustafà Barzani reprenia la lluita contra el govern iraquià, aquesta vegada amb el suport de xa Muhammad Reza Shah Pahlavi de l'Iran i els Estats Units. Al començament de 1975, a la conferència d'Opec a Alger, es signava un acord entre el xa i Saddam Hussein, que cedia drets iraquians importants en el disputat Shatt al-Arab a l'Iran, a canvi de parar tot l'ajut a la revolució kurda immediatament i per si de cas continuaven lluitant Iran havia d'ajudar Iraq a aixafar la rebel·lió kurda. Això va permetre a Hussein consolidar el seu poder a l'Iraq i Mustafa Barzani va ser forçat a fugir de la seva pàtria una vegada més. És digne d'esmentar que mentre marxava de territoris del Kurdistan, demanava al seu conductor que s'aturés en l'últim punt de les fronteres teòriques entre el Kurdistan oriental i el del sud, sortia fora del vehicle i se n'anava al cim, mirant cap al sud del Kurdistan dient: "Ni tan sols ara no deixo Kirkuk".

## Mort i llegat

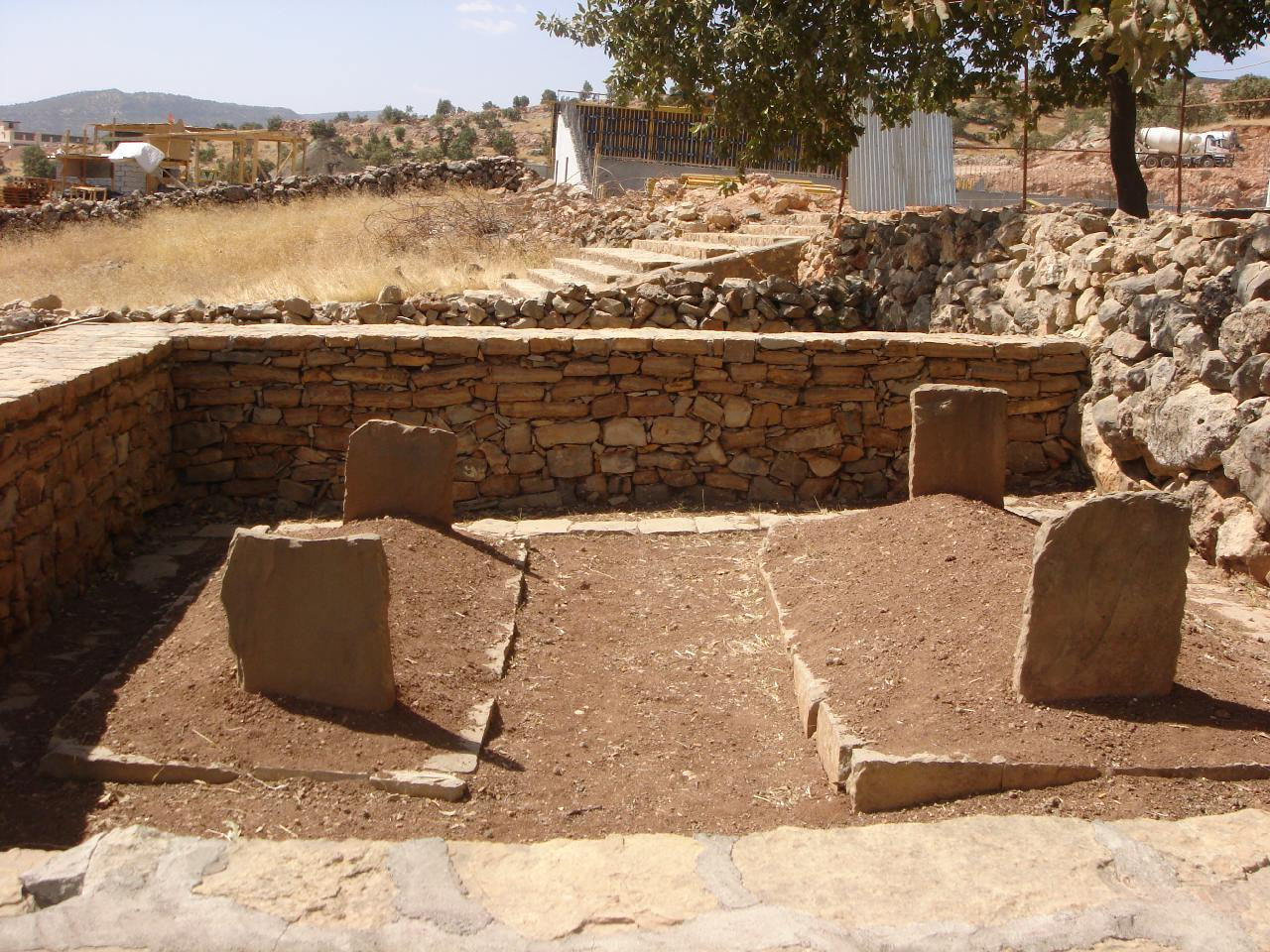
Tomba de Mustafà Barzani (dreta) i Idris Barzani (esquerra)

Anava a l'exili als Estats Units, i moria l'1 de març, de 1979, a l'Hospital de Georgetown a Washington DC. Fou enterrat a l'oest de Mahabad, al Kurdistan Iranià. L'octubre, de 1993, les restes de Barzani foren portades a través de la frontera des de l'Iran fins al Kurdistan Iraquià per ser enterrat a la seva vila de Barzan. El seu fill, Masud Barzani, el va succeir; és el líder actual del KDP i des de 2005 president del Kurdistan (reelegit per vot popular el 2009).

## Estendard
El seu estendard personal era blanc amb una espasa vertical vermella a la part del pal. Els colors vermell i blanc eren els tradicionals dels barzanis.